# Ionuț-Florin Pucheanu
Ionuț-Florin Pucheanu (n. 2 mai 1981, Galați, România) este primarul municipiului Galați, funcție pe care o deține din luna iunie a anului 2016. Candidat al Partidului Social Democrat, Pucheanu a câștigat în septembrie 2020 al doilea mandat.
Pucheanu, născut pe 2 iunie 1981, este licențiat în Drept și Relații Internaționale, are Diploma de Master în Dreptul Afacerilor și este absolvent al Institutului Diplomatic Român. El este căsătorit și are un copil.
Galațiul, în administrația Pucheanu, a cunoscut o importantă dezvoltare, fiind în 2023 unul dintre cele mai premiate municipii din România.
Conform www.wall-street.ro, pentru școli, spitale, străzi și multe alte obiective importante, Primăria municipiului Galați are 155 de proiecte cu fonduri europene aflate în diverse stadii, iar valoarea acestora depășește 1,3 miliarde de lei (260 de milioane de euro). Deja multe dintre acestea s-au încheiat cu succes, foarte multe sunt în derulare, în timp ce obiectivul administrației locale este acela a atrage în continuare cât mai multe fonduri în cadrul PNRR.
https://www.wall-street.ro/articol/Lifestyle/290228/galati-orasul-care-se-dezvolta-cu-bani-europeni.html#gref
În acest sens, Zona Liberă Galați va practica cele mai mici tarife din țară, anunță https://fluxnews.ro/
https://fluxnews.ro/administratie/8565-zona-libera-gala%C8%9Bi-va-practica-cele-mai-mici-tarife-din-%C8%9Bara-anun%C8%9Bul-facut-de-primarul-pucheanu
Sub conducerea lui Ionuț Pucheanu, Galațiul a devenit Best Electric City.
https://evz.ro/municipiul-galati-este-best-electric-city.html
Tot sub Ionuț Pucheanu, transportul public din Municipiul Galați a fost îmbunătățit considerabil, începând cu anul 2017. În primă fază, au fost achiziționate 17 troleibuze noi, marca Solaris Trolino 12 Skoda, cu ajutorul fondurilor europene. Ulterior în perioada 2018 - 2020 au fost achiziționate 40 autobuze noi marca BMC PROCITY 12 și 20 microbuze Karsan Jest . În anul 2021 au fost achiziționate 20 autobuze hibride Solaris Urbino 12 Hybrid precum și 8 tramvaie noi Astra Imperio Autentic, tot cu fonduri europene. Aceste vehicule noi oferă confort sporit, având instalație de climatizare, podea joasă. În perioada 2019-2021, rețeaua de tramvai a fost reabilitată cu fonduri europene. Noile tramvaie au început să circule din nou pe linia 7 din Noiembrie 2021, apoi de la început de 2022 și pe linia 39. În anul 2023, la început, a fost dată în folosință și linia 44. 
Deși efortul de reducere a autobuzelor și tramvaielor aduse din străinătate la mâna a doua s-a văzut din plin, au rămas totuși în circulație destule vehicule la mâna a doua, deși numărul lor a scăzut. De exemplu, circulă, pe lângă cele 8 tramvaie noi, în jur de 12 tramvaie vechi la mâna a doua, deoarece tramvaiele sunt insuficiente ca număr. La fel și în cazul autobuzelor, încă se mai află în circulație autobuze vechi aduse din afară, care suplinesc autobuzele noi. 
În luna decembrie a anului 2023, au fost câștigate licitații pentru încă 10 tramvaie noi de tip ASTRA Autentic, asemănătoare celor existente. Contractul a fost semnat în luna ianuarie a anului 2024. Tot în anul 2023 a fost câștigată licitația pentru 20 autobuze electrice de 10 metri de către Solaris. Contractul a fost semnat în aceeași lună. În luna ianuarie a anului 2024, licitația pentru 20 autobuze electrice de 12 metri a fost câștigată tot de către Solaris, contractul fiind semnat tot în luna ianuarie a anului 2024. În luna martie, primul contract a fost extins la 22 autobuze electrice de 10 metri. Prin aceste achiziții, 10 tramvaie noi și 42 autobuze electrice, primăria dorește să retragă din circulație tramvaiele și autobuzele vechi la mâna a doua. Aceste ultime achiziții au fost făcute prin fonduri P.N.R.R. .